# Curt Dizon
Curt Jordan Perez Dizon (* 4. února 1994, Londýn, Spojené království) je anglicko-filipínský fotbalový záložník a reprezentant Filipín, momentálně hráč filipínského klubu Global FC.

## Reprezentační kariéra
V A-mužstvu reprezentace Filipín debutoval 11. 4. 2014 v zápase proti týmu Nepálu (výhra 3:0). V zápase vstřelil jeden gól.